# Vlag van Rusland
De vlag van Rusland (Russisch: Флаг России, flag Rossii) is een horizontale driekleur die bestaat uit drie horizontale velden: wit bovenaan, blauw in het midden, en rood onderaan. De vlag, met een hoogte-breedteverhouding van 2:3 werd op 11 december 1993 aangenomen. De vlag van Rusland is de bron van de pan-Slavische kleuren.

## Symboliek

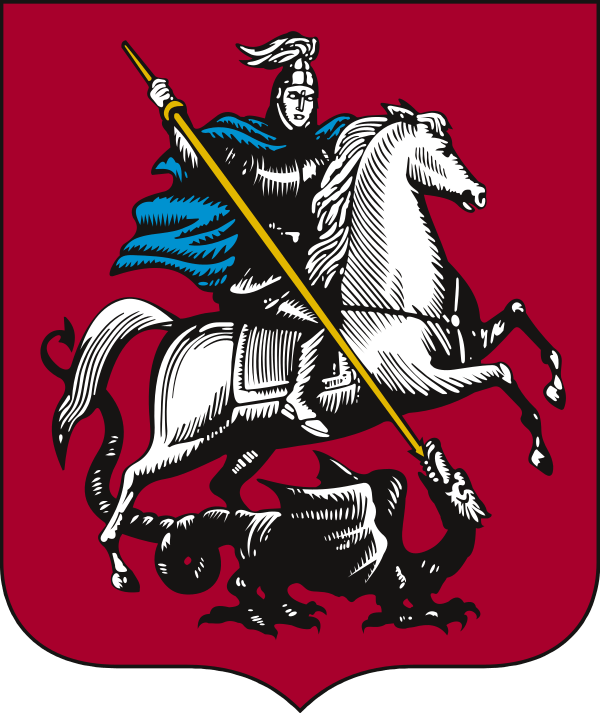
Wapen van Moskovië

Hoewel er verschillende theorieën zijn over de oorsprong van en de reden achter de keuze voor de kleuren wit, blauw en rood, wordt er geen enkele geaccepteerd als de juiste. In de Russische wetgeving worden geen officiële betekenissen aan de kleuren toegekend.
Volgens één theorie komen de kleuren van het wapen van Moskovië, dat Sint Joris met een witte (zilveren) bewapening en een blauwe cape, rijdend op een wit paard, toont op een blauw schild in een rood veld. Volgens een andere theorie worden deze drie kleuren geassocieerd met de jurk van de maagd Maria, de beschermvrouw van Rusland.
Nog een andere interpretatie van de kleuren is dat zij het Russische sociale systeem ten tijde van het Russische Keizerrijk symboliseren: het wit staat voor God, het blauw voor de keizer en het rood voor de boeren en horigen. Weer een andere interpretatie is dat de kleuren samenhangen met de belangrijkste delen van het Russische Keizerrijk: het wit staat voor Wit-Rusland, het blauw voor Klein Rusland (Oekraïne) en het rood voor Groot Rusland, het Russische kerngebied.
Een romantische interpretatie koppelt wit aan helderheid en de bovenste baan aan de toekomst; samen dus een heldere toekomst. Het blauw staat dan voor een bewolkt heden en het rood voor een bloedig verleden.

Constructie van de vlag

## Kleuren
De kleuren van de vlag, vastgelegd in GOST 51130-98, zijn als volgt: Pantone: wit (kleur, zonder extra kleuren), blauw (Pantone 286C) (solid coated), rood (Pantone 485C) (solid coated).
| Kleur   | Wit         | Blauw    | Rood      |
| ------- | ----------- | -------- | --------- |
| Pantone | White       | 286C     | 485C      |
| RGB     | 255-255-255 | 0-57-166 | 213-43-30 |
| HTML    | #FFFFFF     | #0039A6  | #D52B1E   |

## Geschiedenis

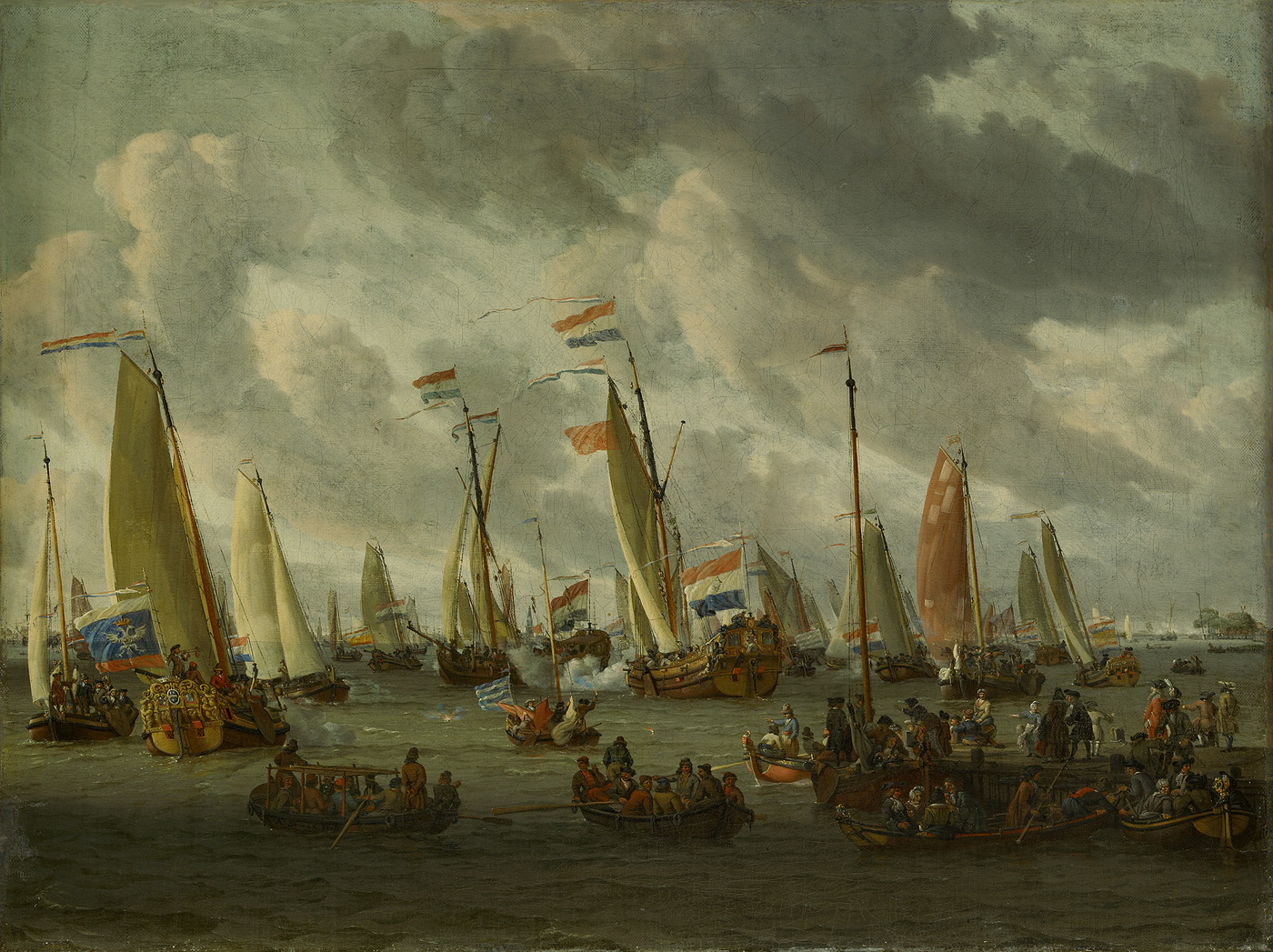
Spiegelgevecht op het IJ op 1 september 1697 ter ere van het bezoek van Tsaar Peter de Grote, door Abraham Storck, met de Russische vlag met adelaar op het schip van de Tsaar.

Volgens een volksmythe zou de vlag ontwikkeld zijn door Tsaar Peter de Grote, die na zijn bezoeken aan Nederlandse scheepswerven ook de vlag van zijn rijk gebaseerd zou hebben op de Nederlandse Prinsenvlag (op dat moment al in de uitvoering rood-wit-blauw). De vlag is echter ouder, en werd al jaren voor Peters bezoek aan Nederland gebruikt in de Russische marine. Het Russische woord Флаг (transliteratie: flag) is afkomstig uit het Nederlands, net als флагшток (transliteratie: flagsjtok). Deze vlag bleef in gebruik tot 1914 en werd op 22 augustus 1991 opnieuw aangenomen, toen Rusland uit de Sovjet-Unie stapte.
Peter de Grote heeft Rusland nog een tweede vlag gegeven: de zogenaamde keizerlijke vlag, die bestaat uit een blauw andreaskruis op een wit vlak. Deze vlag werd als alternatief voor de driekleur gebruikt en was op het slagveld en bij de marine populairder dan de wit-blauw-rode vlag. Deze vlag wordt gewoonlijk aangeduid als Андреевский флаг; Andreasvlag en is nog steeds in gebruik als vlag van de Russische marine.

### Historische vlaggen
Van 1696 tot 1858 was de huidige vlag reeds in gebruik. De herkomst wordt soms in verband gebracht met de Nederlandse vlag en de bouw van een Russisch oorlogsschip in Nederland.
Tussen 1858 en 1883 werd een zwart-geel-witte driekleur gebruikt. Deze kleuren zijn afkomstig van het wapen van het Huis Romanov. In 1883 werd de wit-blauw-rode vlag weer aangenomen.
In 1914 verving tsaar Nicolaas II van Rusland de wit-blauw-rode vlag door een gele vlag met de Romanov-adelaar in het kanton. Toen de Bolsjewieken aan de macht kwamen in 1917, schaften zij deze vlag af en vervingen de landsvlag door de vlag van de Sovjet-Unie.
Rusland kreeg in 1937 als deelrepubliek een eigen, communistische vlag. Dit was een rode vlag met in de linkerbovenhoek in gouden letters de afkorting van het land (РСФСР). Deze vlag werd in 1954 vervangen door een rode vlag met hamer, sikkel en ster en aan de linkerkant een blauwe verticale baan die een achtste van de breedte van de vlag inneemt. Het symbool van de hamer en de sikkel stond voor de arbeidersklasse; meer specifiek stond de hamer voor de industriële arbeiders in de steden en de sikkel voor de boeren op het platteland en in de landbouw. De rode ster stond voor de Communistische Partij en het Communisme. Het rood van de vlag stond voor revolutie in het algemeen en de Russische Revolutie in het bijzonder. De blauwe streep symboliseerde de weidse Russische lucht en het water van de zeeën en rivieren.

? ? Reconstructie van de vlag van Rusland (1668-1693)
? Vlag van Rusland (1696-1858)
? Vlag van de Romanovs (1858-1883)
? Vlag van Rusland (1914-1917)

? Vlag van Rusland als deelrepubliek van de Sovjet-Unie (1918-1937)
? Vlag van Rusland als deelrepubliek van de Sovjet-Unie (1937-1954)
? Vlag als deelrepubliek van de Sovjet-Unie (1954-1991)
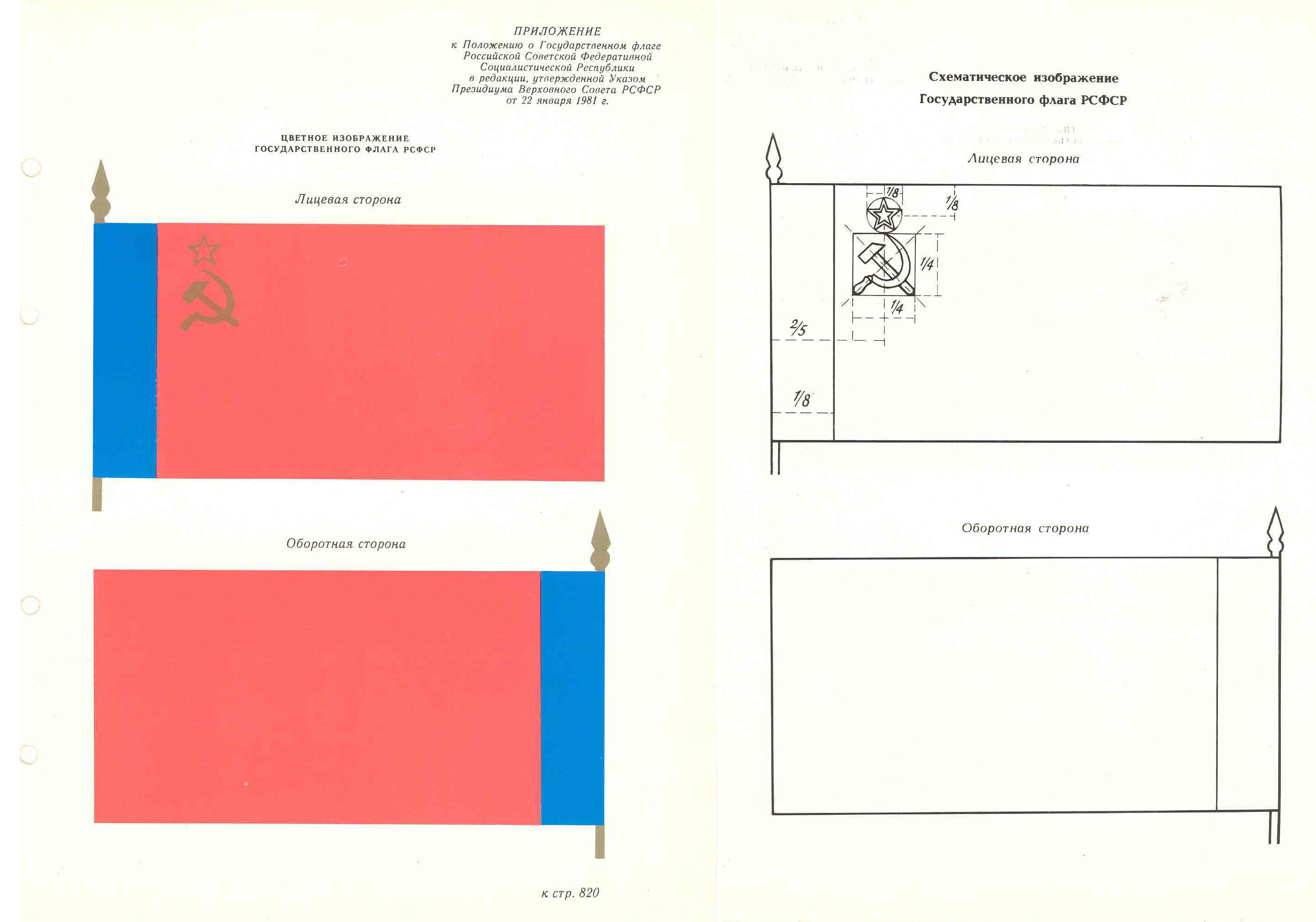
Constructietekening van voorgaande vlag
? Vlag van Rusland, hoogte-breedteverhouding 1:2 (1991-1993)

## Overwinningsvlag

Overwinningsvlag

De overwinningsvlag of zegevlag is een variant van de Russische vlag, die op 1 mei 1945 op het Duitse Rijksdaggebouw werd gehesen. Deze vlag symboliseerde het einde van de Tweede Wereldoorlog in Europa. 

## Trivia
- De grootste Russische vlag werd gehesen in augustus 2011 in de Tsjetsjeense Republiek tussen de dorpen Oyskhar en Tsentoroi. De vlag had een oppervlakte van 150 vierkante meter. De hoogte van de vlaggenmast op de 300 meter hoge heuvel bedroeg 70 meter.
- In Vladivostok werden op 7 juli 2013 bijna 30 duizend burgers opgesteld op de brug over de Gouden Hoorn met rode, blauwe en witte vlaggen in hun handen. Zo ontstond een 707 meter lange Russische vlag. Dit evenement kreeg in Guinness Book of Records een vermelding als de grootste 'levende' vlag in de wereld.